# محوطه دمبی پشامگ کر ۲
محوطه دمبی پشامگ کر ۲ مربوط به دوره اشکانیان است و در شهرستان سرباز، بخش مرکزی، دهستان پارود، ۶ کیلومتری شمال شرق روستای فیروزآباد واقع شده و این اثر در تاریخ ۲۷ اسفند ۱۳۸۷ با شمارهٔ ثبت ۲۶۵۳۲ به‌عنوان یکی از آثار ملی ایران به ثبت رسیده است.